# Filip Ćorlukić
Filip Ćorlukić (Vrhovi, kraj Dervente, 1928. - Pula, 17. prosinca 2022.) bio je hrvatski fizičar. Živio je i radio u Puli.

## Životopis
Rodio se u selu kod Dervente. Diplomirao je fiziku. Zaposlio se u vojnoj industriji, potom u industriji papira kao stručnjak za automatizaciju te u naftnoj industriji. Radio kao nadzorni organ na gradilištima u nesvrstanim zemljama. Objavio je deset knjiga. Ističe se uspješnica “Kamo ideš čovječe”, čije je prošireno izdanje “Katastrofa ili savršenstvo?”. Od 1976. Ćorlukić je na popisu znanstvenih istraživača. Piše za Glasnik hrvatskog uljudbenog pokreta i dr. 2001. godine priredio i komentirao hrvatski prijevod Kurana. 
1960-ih je napisao „Objedinjeno evanđelje“ i tad ga je napao Glas Koncila. Ćorlukić polazi od teze da se Evanđelje ne može čitati kao jedna knjiga, nego da su to četiri odvojene knjige pisane od četiri evanđelista i da se jedino tako može promatrati. Knjiga "Kuda ideš čovječe" koja se bavi temom religija objavljena mu je 1970-ih. S objavljivanjem mu je pomogao visoko pozicionirani partijski činovnik Dušan Čalić, koji je knjigu odnio Partijskom komitetu i od njega je dobio odgovor da vjera nije opasna za narod, ali da knjigu mora objaviti kao znanstvenu fantastiku i tako je izašla. Analizirajući je došao do teze da nema razlike u Bibliji i Kuranu, nego da Kuran zapravo potvrđuje biblijske zapise i te se nameće se čak kao čuvar tih starih zapisa, i gledano usko vjerski, da je pravi pravcati nastavak evanđelja. Skrenuo je pozornost da je nastao u vrijeme stvaranja nove civilizacije na dotad divljem Arapskom poluotoku te da sadrži najmanje vjerskih pravila, a više naglasaka na svjetovne segmente života, uređenju države, ženidbi, ugovorima.
Preminuo je 17. prosinca 2022. godine u Puli, gdje je i sahranjen na Gradskom groblju.

## Djela
- Mjerenje temperature u industriji, 1966.
- Mjerenje protoka fluida, 1975.
- Kamo ideš čovječe, 1983., 1990. (predgovor 1983. Dušan Čalić)
- Tehnologija papira, 1987.
- Isus, Mesija: istina, put i život: objedinjeni tematsko sinoptički prikaz kanonskih knjiga Evanđelja, 11. izdanje 1996., priredio Filip Ćorlukić.
- Kuran: s vremensko-tematski raspoređenim poglavljima, 2001., priredio i komentirao Filip Ćorlukić
- Stipine priče i pjesme: biseri koji su u nevoljama izrastali, 2007.
- Uzroci i rasap Jugoslavije, 2010. (prolog: Asaf Duraković
- Moje sjećanje na minulo stoljeće, 2015.
- Objedinjeno evanđelje : četiri knjige kanonskih evanđelja Novog zavjeta u jednoj, tematski objedinjenoj knjizi grafički sinoptičkog prikaza, 2016.
- Quo vadis homo : katastrofa ili savršenstvo?, 2016.

## Vanjske poveznice
- Večernji list Zoran Vitas: Idu li ljudi prema katastrofi ili spasu?, 3. lipnja 2016.